# Хаос: створення нової науки
Хаос: створення нової науки (англ. Chaos: Making a New Science) — дебютна науково-популярна книга Джеймса Гліка, яка розповідає про основні принципи та ранню історію теорії хаосу. Опублікована 29 жовтня 1987 року у видавництві Viking Books. Книга пройшла у фінал Національної книжкової премії і Пулітцерівської премії 1987 року, та увійшла до короткого списку Премії Королівського товариства за наукові книги 1989 року.

## Огляд
«Хаос: створення нової науки» була першою науково-популярною книгою про теорію хаосу. Без використання складної математики вона описує множину Мандельброта, множину Жуліа та атрактор Лоренца. Книга описує зусилля десятків вчених, чиї окремі роботи сприяли розвитку теорії хаосу. Книгу продовжують перевидавати й використовувати як вступ до теми для неспеціалістів. Книга розглядає історію теорії хаосу в хронологічному порядку, починаючи з Едварда Лоренца та ефекту метелика, через Мітчелла Фейгенбаума, і закінчуючи більш сучасними дослідженнями.
Книга розглядає такі важливі аспекти теорії хаосу, як сильна залежність від початкових умов, самоподібність, універсальність і нелінійність.
У 2011 році Open Road Media випустила розширене видання електронної книги, додавши вбудоване відео та примітки з гіперпосиланнями.

## Відгуки
Роберт Сапольскі сказав: «Хаос — це перша книжка після „Маленької Білуги“, де я дійшов до останньої сторінки й одразу почав читати її знову з початку: я виявив, що ця книга найбільше вплинула на моє мислення про науку з часів коледжу».
Фрімен Дайсон похвалив книгу за її популярність, але розкритикував те, що автор оминув ранні роботи Мері Картрайт і Джона Літтлвуда, які допомогли закласти основи теорії хаосу.